# IS-IS
Il protocollo IS-IS è un protocollo di routing di tipo link state, molto usato nel backbone degli internet service provider.

## Concetti di base
L'acronimo deriva dall'inglese Intermediate System to Intermediate System ed è uno standard RFC. Il protocollo è usato all'interno di un sistema autonomo in modo gerarchico per connettere varie aree, similmente al protocollo OSPF.

## Suddivisione in aree
A differenza del protocollo OSPF, il protocollo IS-IS non richiede un'area di backbone, ma ha una struttura a due livelli: L1 per i collegamenti di router intra-area, L2 per i collegamenti di router inter-area.